# تاوی آس
تاوی آس (استونیایی: Taavi Aas؛ زادهٔ ۱۰ ژانویهٔ ۱۹۶۶) سیاست‌مدار اهل استونی است.
وی از آوریل ۲۰۱۹ تا ژوئن ۲۰۲۲ وزیر امور اقتصادی و ارتباطات و از سال ۲۰۱۷ تا ۲۰۱۹ شهردار تالین و از سال ۲۰۱۰ رئیس اتحادیه شهرهای استونی بوده‌است.